# Liolaemus erroneus
Liolaemus erroneus — вид ігуаноподібних ящірок родини Liolaemidae. Ендемік Чилі.

## Поширення й екологія
Liolaemus erroneus відомі з типової місцевості, що лежить у регіоні Антофагаста. Вони живуть у піщаній місцевості.